# Boy Jati Asmara
Boy Jati Asmara (sinh ngày 4 tháng 12 năm 1984 ở Bandung) là một cầu thủ bóng đá người Indonesia who hiện tại thi đấu cho Persepam Madura United.